# Sukces (album)
Sukces – drugi autorski album muzyczny Czesława Niemena i zespołu Akwarele z 1968 roku, wydany przez wytwórnię Polskie Nagrania „Muza”.

## Lista utworów
| 1.  | „Płonąca stodoła” (muz. Czesław Niemen, sł. Marta Bellan)               | 2:32  |
|     |                                                                         |       |
| 2.  | „Gdzie mak się czerwieni” (muz. Czesław Niemen, sł. Andrzej Tylczyński) | 2:42  |
|     |                                                                         |       |
| 3.  | „Włóczęga” (muz. Czesław Niemen, sł. Marta Bellan)                      | 2:32  |
|     |                                                                         |       |
| 4.  | „Narodziny miłości” (muz. Czesław Niemen, sł. Marek Gaszyński)          | 2:37  |
|     |                                                                         |       |
| 5.  | „Allilah” (muz. Czesław Niemen, sł. Marek Gaszyński)                    | 2:50  |
|     |                                                                         |       |
| 6.  | „Najdłuższa noc” (muz. Czesław Niemen, sł. Marta Bellan)                | 2:07  |
|     |                                                                         |       |
| 7.  | „Sukces” (muz. i sł. Czesław Niemen)                                    | 3:14  |
|     |                                                                         |       |
| 8.  | „Jeżeli” (muz. Czesław Niemen, sł. Julian Tuwim)                        | 2:23  |
|     |                                                                         |       |
| 9.  | „Spiżowy krzyk” (muz. Czesław Niemen, sł. Czesław Niemczuk)             | 2:14  |
|     |                                                                         |       |
| 10. | „Tyle jest dróg” (muz. Czesław Niemen, sł. Piotr Janczerski)            | 3:32  |
|     |                                                                         |       |
| 11. | „Niepotrzebni” (muz. Marian Zimiński, sł. Marek Gaszyński)              | 2:48  |
|     |                                                                         |       |
| 12. | „Klęcząc przed tobą” (muz. Czesław Niemen, sł. Marek Gaszyński)         | 3:19  |
|     |                                                                         |       |
|     |                                                                         | 32:50 |
|     |                                                                         |       |

## Skład zespołu
- Czesław Niemen – śpiew, organy
- Tomasz Jaśkiewicz – gitara
- Ryszard Podgórski – trąbka
- Zbigniew Sztyc – saksofon tenorowy
- Marian Zimiński – fortepian, organy
- Tadeusz Gogosz – gitara basowa
- Tomasz Butowtt – perkusja

## Wydania
- 1968 – Polskie Nagrania „Muza”
- 1986 – Polskie Nagrania Muza
- 1991 – Digiton
- 1995 – Nota aenigma
- 2000 – Andromeda
- 2002 – Polskie Radio
- 2003 – Green Tree
- 2006 – Warner Music Poland
- 2007 – Polskie Radio